# Никифор Константинов
Никифор Константинов (Попконстантинов) – Мудрон е български политик, възрожденец, учител, общественик, книжовник, участник в местния революционен комитет, основан  от Васил Левски.
Поставя началото на класното училище в Пазарджик, както и на читалище „Напредък“ в град Елена. Член е на Учредителното събрание, приело Търновската конституция през 1879 година. Заради проявена мъдрост и интелект е наричан Мудрон.

## Биография
Роден е в град Елена през 1824 г. Неговият дядо поп Марко от село Багальовци (споменат по време на кърджалийското нападение над Елена през 1800 г.) е бил известен като любознателен човек, притежавал прочутото „Банишко евангелие“, по-късно подарено на Народната библиотека „Св. Кирил и Методий“ от синове на Попконстантинов – Йордан и Марко, най-големия и най-малкия.
Поп Константин, бащата на Попконстантинов, вдъхва на своя син любов към учението. След като завършва на 18-годишна възраст килийното училище в Елена при хилендарските монаси Неофит, Никандър, Арсений и впоследствие при даскал Дечо (Андрей Дойнов Робовски), заминава да учи в Русия през 1842 г. по настояване на Иларион Стоянов – Михайловски.
Постъпва първоначално в Духовното училище при Херсонската семинария в Одеса, а на следващата година постъпва и в самата семинария, където изучава история, френски, руски и гръцки език.
През 1845 г., след 3-годишно следване в Одеската семинария, Попконстантинов решава да се върне в родния си град с надеждата да успее да открие средства да продължи следването си, този път в гимназия. Около 4 месеца след пристигането му е поканен от като учител в Пазарджик, където основава класно училище – първото в града и 3-то по онова време в България. Градът тогава е нареждан сред „крепостите“ на гърцизма и основаването на такова българско училище в града носи множество проблеми за младия учител, който е викан на съд в Пловдив по повод училищния печат, изобразяващ петел и изпратен от В. Априлов. Плъзват слухове, че Попконстантинов е руски агент и е оправдан само благодарение на застъпничеството на известни пазарджишки първенци патриоти. Делото обаче довежда до това, че турското
правителство, в опит да „внесе спокойствие“, забранява произволното откриване на подобни училища и създаването на подобни печати.
През 1849 г. Попконстантинов напуска поста си като учител в Пазарджик и се връща в родния си град. Причина за това е най-вероятно желанието му да се ожени за Ана, дъщерята на хаджи Юрдан Кисьов, и да стане търговец. След едногодишно отсъствие обаче се връща отново на учителския си пост в Пазарджик, но не остава дълго, защото след няколко месеца влиза в спор с първенците в града и приключва с преподаването в града. Става преподавател в Еленското училище през есента на 1852 г., където остава до 10 юни 1856 година. Тогава продължава като учител в Габрово. Връща се отново в Елена да преподава през 1859 година, където през 1863 година, заедно с други
млади и будни българи, основава читалище „Напредък“.
На 1 януари 1875 година е избран за представител в Търновския епархиален събор, на чието последно заседание получава поста на инспектор на българските училища. Става учител на новооснованото Богословско училище в Петропавловския манастир край Лясковец (1 септември 1875 г.), като същевременно се води и надзирател на пансиона през учебната 1876/7 г.
Докато живее в Елена, дружи с членовете на местния революционен комитет, познава се лично с Левски и Ангел Кънчев. Организатор е на абонаментите на вестници и списание, чието прочитане ставало на тайни сбирки.
През 1877 г., току-що завърнал се в родния си град Елена, е избран за член на Градския общински съвет, а после и на Окръжния. По-късно участва в работата на Търновското учредително народно събрание.
Впоследствие получава поста на окръжен началник на Севлиево (остава до 21 декември 1879 г.), а през април 1880 за пореден път става учител, отново в Петропавелското училище. През следващата година е назначен за директор на Търновската държавна девическа гимназия, на чийто пост остава до смъртта си на 27 декември 1881 година. Погребан е в двора на историческата църква  „Св. 40 мъченици“ в Търново.

### Книжовна дейност
Освен дейността си като учител и обществен деец, Попконстантинов е бил и книжовник. През 1847 година е поканен от Ал. Екзарх да участва в съставянето на български речник. Сам успява да напише и да издаде следните книги:
- „Нравствена философия“ (превод от гръцки), Белград, 1847 г.
- „Цветосъбрание“ (малък сборник от статии Церковно – Славянскаго языка), Цариград, 1858 г.
- „Наш приятел, книга за учение в училищата и в къщи“ (превел от книгата „Наш друг“ на руския педагог барон Корф), Виена, 1875 г. и Русе, 1880 г.